# Vectalia
Vectalia est une entreprise espagnole opérant en France sur les marchés d'exploitation et de maintenance de réseaux de transport urbain et interurbain. Son siège est à Perpignan.

## Activités

### En France
Activités actuelles :
- BeeMob (ancienne Béziers Méditerranée Transports), le réseau d'autobus dont l'exploitant est Vectalia Béziers Méditerranée pour le compte de la Communauté d'agglomération Béziers Méditerranée[1] ;
- Vectalia Transport interurbain, qui gère des services de transport scolaire pour le conseil départemental des Pyrénées Orientales et Perpignan Méditerranée Métropole[2].

Anciennes activités :
- Envibus, le réseau d'autobus de la communauté d'agglomération de Sophia Antipolis (de 2015 à 2019) ;
- TUC Cambrésis, le réseau d'autobus de la CA de Cambrai (de 2012 à 2021) ;
- Sankéo (anciennement CTPM), le réseau d'autobus dont l'exploitant était Vectalia Perpignan Méditerranée pour le compte de la communauté urbaine Perpignan Méditerranée Métropole (de 1998 à 2022)[3].
- Ametis, (anciennement SEMTA), dont Vectalia était l’exploitant du 1er janvier 2009 au 31 mai 2012. Vectalia se verra remplacée par Keolis Amiens, filiale de Keolis (détenue à 70% par le groupe SNCF)

La société Vectalia Béziers Méditerranée a été placée en procédure de sauvegarde en février 2025 puis en redressement judiciaire : le réseau de Béziers voit sa délégation de service public réattribuée au 1er août 2025 à RATP Dev par le tribunal de commerce,.
Les autres sociétés (Vectalia France, Vectalia Transport Urbain, Vectalia Transport Interurbain et Vectalia Aude) ont été mise en procédure de sauvegarde dès janvier 2025.